# Erycina hyalinobulbon
Erycina hyalinobulbon är en orkidéart som först beskrevs av Juan José Martinez de Lexarza, och fick sitt nu gällande namn av Norris Hagan Williams och Mark W. Chase. Erycina hyalinobulbon ingår i släktet Erycina och familjen orkidéer. Inga underarter finns listade i Catalogue of Life.

## Bildgalleri

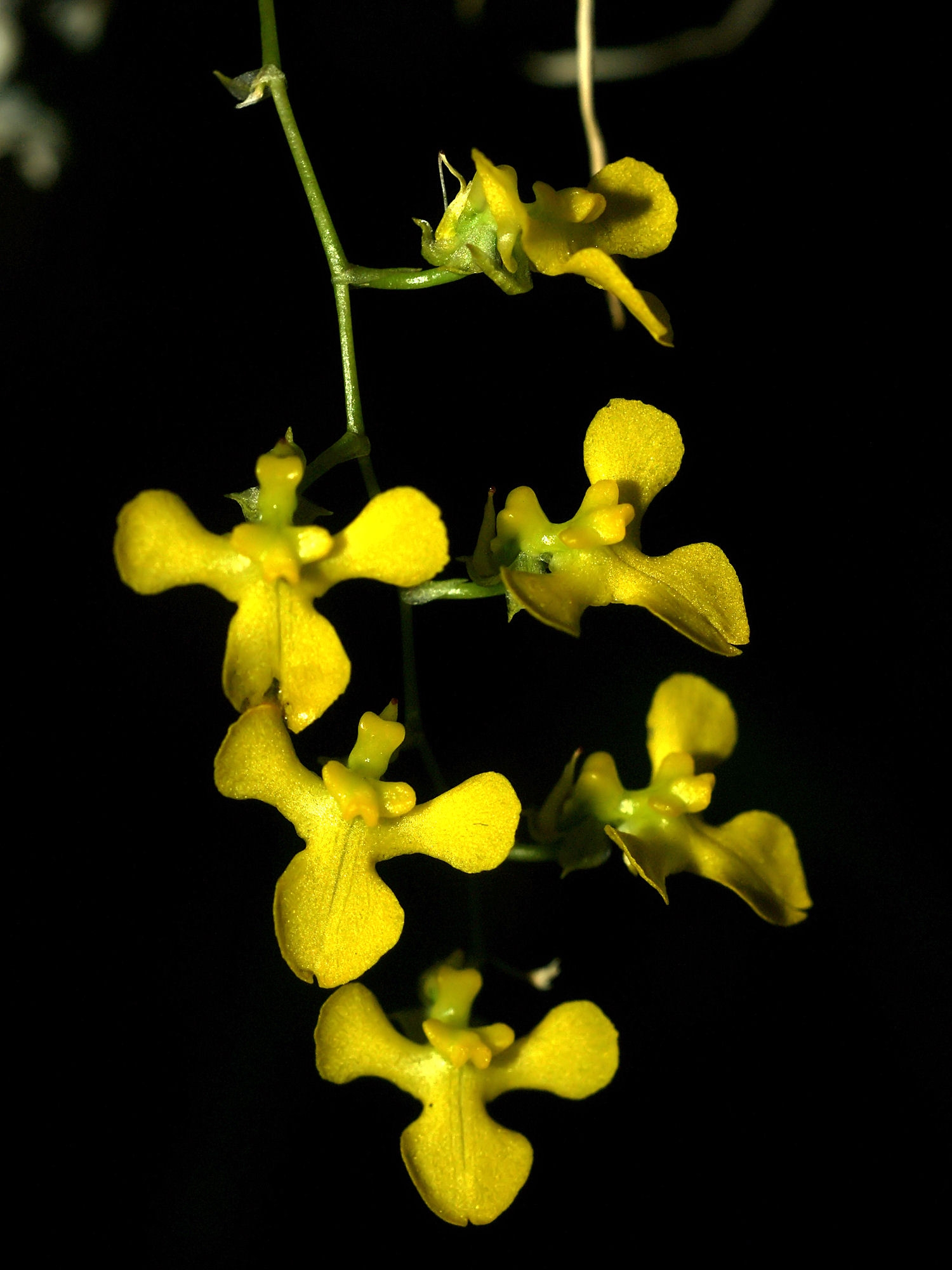